# Salach
Salach is een plaats in de Duitse deelstaat Baden-Württemberg, en maakt deel uit van het Landkreis Göppingen.
Salach telt 8.080 inwoners.
Adelberg ·
Aichelberg ·
Albershausen ·
Bad Boll ·
Bad Ditzenbach ·
Bad Überkingen ·
Birenbach ·
Böhmenkirch ·
Börtlingen ·
Deggingen ·
Donzdorf ·
Drackenstein ·
Dürnau ·
Ebersbach an der Fils ·
Eislingen/Fils ·
Eschenbach ·
Gammelshausen ·
Geislingen an der Steige ·
Gingen an der Fils ·
Göppingen ·
Gruibingen ·
Hattenhofen ·
Heiningen ·
Hohenstadt ·
Kuchen ·
Lauterstein ·
Mühlhausen im Täle ·
Ottenbach ·
Rechberghausen ·
Salach ·
Schlat ·
Schlierbach ·
Süßen ·
Uhingen ·
Wangen ·
Wäschenbeuren ·
Wiesensteig ·
Zell unter Aichelberg